# Villa Castelli (Olaszország)
Villa Castelli község (comune) Olaszország Puglia régiójában, Brindisi megyében.

## Fekvése
A Murgia-fennsík déli részén fekszik, Brindisitől keletre, Grottagliétől északra.

## Története
A vidéket már a neolitikumban lakták, erre utalnak az 1970-es években feltárt régészeti leletek. Az i.e. 4-3 évszázadban valószínűleg tarentumi előőrs volt, ezt néhány feltárt falrészlet és nekropolisz tanúsítja. A középkorban az oriai feudumhoz tartozott. Erődjének építésére 867-ben adott parancsot II. (Ifjabb) Lajos római császár miután a vidéket többször is kifosztották szaracén kalózok. A következő évszázadokban nemesi családok birtoka volt. A település nem mutatott egységes városképet, hanem egymással laza kapcsolatban álló kis települések szövedéke volt. A 19. század elején, amikor a Nápolyi Királyságban felszámolták a feudalizmust, Martina Franca frazionéja lett. 1926-ban vált önálló községgé.

## Népessége
A lakosság számának alakulása:

## Főbb látnivalói
- San Vincenzo de Paoli-templom - 1898-ban épült
- Castello Orsini Imperiali Ungaro - a 9-10. században épült várkastély romjai
- Torre Antoglia - 16. századi lakótorony